# Felsit

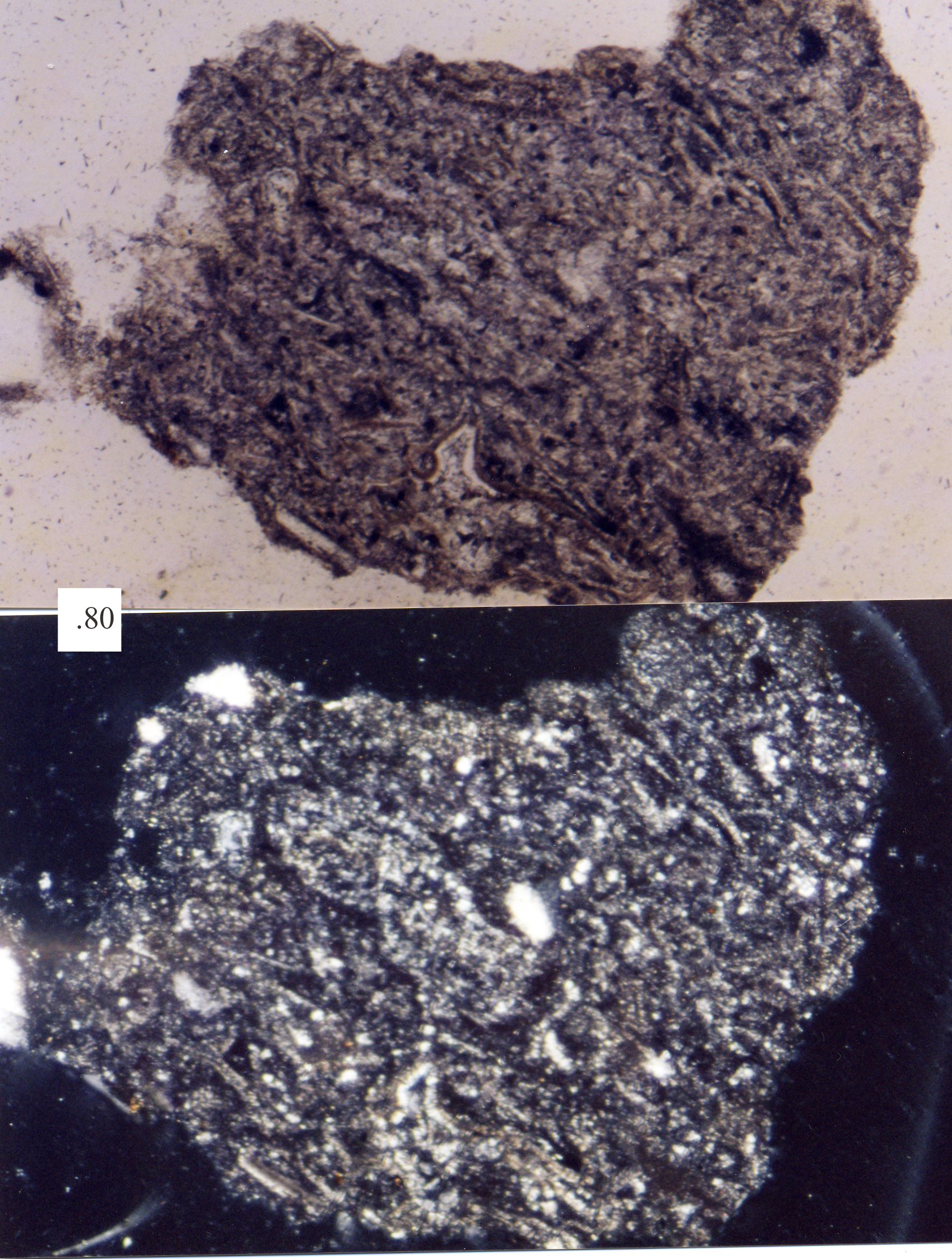
Felsit av vulkaniskt berg sett i ett petrografiskt mikroskop (Skala i box är i mm)

Felsit är en tät bergart med sur sammansättning, som man endast med hjälp av mikroskop kan observera de olika beståndsdelarna i. Beteckningen används inom geologin för silikatmaterial, magma och stenar som är anrikade med lättare ämnen som kisel, syre, aluminium, natrium och kalium.
De är ofta ljusa till färgen och har densitet mindre än 3. Den vanligaste felsiten är granit, medan andra innehåller kvarts, muskovit, ortoklas och natriumrik plagioklas fältspat.
I modert språkbruk avser termen ’surt berg’, även om det ibland används som en synonym till felsit, vulkanisk sten med stort kiselinnehåll (mer än 63 % SiO2), såsom ryolit. Termen var vanligare i äldre geologisk litteratur och anses omodern eftersom dess grunder vilade på den felaktiga idén att kiselsyra var den främsta formen av kisel som förekommer i berget.

## Porfyr
Namnet felsit används även för den täta grundmassan i porfyrer. Den består av fältspat och kvarts, men dessa är endast synliga under mikroskop. Består porfyrernas strökorn av kvarts, kallas stenen kvartsporfyr. Består strökornen av fältspat kallas den felsitporfyr. Till den senare typen räknas den bekanta Älvdalsporfyren.